# Marc-André Blanchard
Marc-André Blanchard, né le 10 novembre 1965, est un avocat et un homme politique québécois ; il a été le président du Parti libéral du Québec. Il pratique le droit des affaires au bureau de Montréal du cabinet McCarthy-Tétrault.
Il est ambassadeur du Canada aux Nations unies d'avril 2016 à juillet 2020. Il est remplacé par Bob Rae.

## Biographie
Le 30 juin 2025, il est nommé membre de l'Ordre du Canada.